# Montfleury (Versoix)
Pour les articles homonymes, voir Montfleury (homonymie).
 (janvier 2025).
Si vous disposez d'ouvrages ou d'articles de référence ou si vous connaissez des sites web de qualité traitant du thème abordé ici, merci de compléter l'article en donnant les références utiles à sa vérifiabilité et en les liant à la section « Notes et références ».

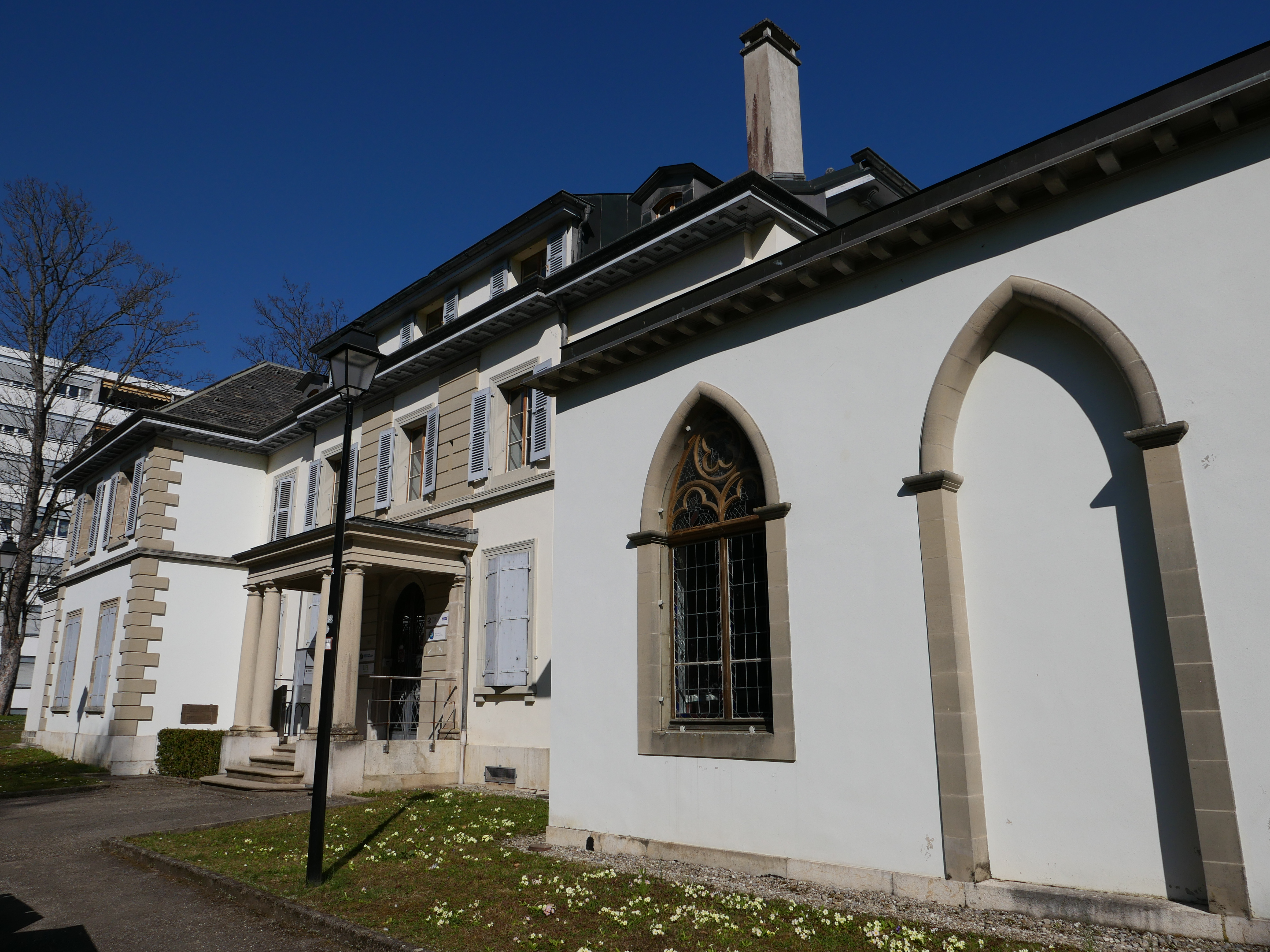

Montfleury est une cité située dans le quartier de Versoix-la-Ville, au sein de la commune de Versoix, dans le canton de Genève en Suisse. Elle est divisée en deux : Le Grand-Montfleury et Le Petit-Montfleury.

## Géographie
Montfleury se situe sur le territoire de la ville de Versoix, quartier nord, marquant la frontière entre les cantons de Genève et de Vaud. Ce quartier est situé à 10 minutes à pied du lac Léman. Des arbres et une forêt contribuent à faire de ce quartier un endroit à part. 
Montfleury compte une école primaire et enfantine, une crèche ainsi qu'une garderie. Il y a également un petit centre commercial extérieur, comprenant une épicerie, une pharmacie, un centre médico-dentaire, un pressing et un restaurant. 

## Histoire
Montfleury est un ancien domaine du XVIIIe siècle comportant une villa, propriété de l'ingénieur Nicolas Céard puis de la duchesse de la Rochefoucauld-Liancourt. En 1959 c'est Zhou Enlai qui y réside durant un an à l'occasion de la Conférence sur la Paix au Vietnam. La villa appartient maintenant à l'état de Genève qui la met à disposition de la Fondation du Centre International de Genève. 
Les bâtiments qui forment le quartier de Montfleury actuel s ont été construits en 1975 par l'architecte Sartorio. L'école de Montfeury a été construite en 1973 soit deux ans avant que le quartier naisse. 

## Parc de Montfleury
Le parc de Montfleury contient une pataugeoire et un espace de jeux pour enfants.
Il y a aussi des bancs.
Tous les 10 ans, une fête de quartier a lieu dans le parc.

## Habitants
Plus de 2000 habitants habitent dans la cité de Montfleury. 
Les habitants organisent dans certains immeubles la fête des voisins.  

## Transports
Montfleury est desservi par la ligne 50 des Transports publics genevois (TPG) qui relie le Centre sportif de Versoix à l'aéroport de Genève.